# Aquarela Brasileira 2
Aquarela Brasileira 2 é o décimo-terceiro álbum de estúdio do cantor brasileiro Emílio Santiago, lançado em 1989. O álbum é a sequência de Aquarela Brasileira, lançado no ano anterior, e o antecessor de outros cinco álbuns reunidos no mesmo projeto. Assim como no álbum anterior, Santiago interpreta canções recorrentes no repertório de grandes cantores e compositores da música popular brasileira.  Considerado um grande sucesso comercial, Aquarela Brasileira 2 apresentou ao grande público canções como "Saigon" e "Bem Que Se Quis" e o medley "Desenho de Giz / Papel Marchê", todas consideradas grandes sucessos na carreira de Santiago.

## Lista de faixas
| N.º            | Título                                                                             | Compositor(es)                                                  | Duração |  |
| 1.             | "Festa Profana / Liberdade! Liberdade! Abra as Asas sobre Nós / Direito é direito" | J. Brito Bujão Niltinho Tristeza Preto Jóia Vicentinho Jurandir |         |  |
| 2.             | "Ela Disse-me Assim / Volta / Esses Moços"                                         | Lupicínio Rodrigues                                             |         |  |
| 3.             | "Pérola Negra / Bem Que Se Quis (E po'che fa')"                                    | Luiz Melodia Pino Daniele Nelson Motta                          |         |  |
| 4.             | "Universo do Teu Corpo / Hoje"                                                     | Taiguara                                                        |         |  |
| 5.             | "Saigon"                                                                           | Claudio Cartier Paulo César Feital Carlão                       |         |  |
| 6.             | "Isto Aqui O Que É / É"                                                            | Ary Barroso                                                     |         |  |
| 7.             | "Desenho de Giz / Papel Marchê"                                                    | Abel Silva João Bosco Capinam                                   |         |  |
| 8.             | "Preconceito / Louco (Ela é Seu Mundo)"                                            | Marino Pinto Wilson Batista Henrique de Almeida                 |         |  |
| 9.             | "Mania de Você / Lança Perfume"                                                    | Roberto de Carvalho Rita Lee                                    |         |  |
| 10.            | "Mocinho Bonito / A Banca do Distinto / Não Vou Pra Brasília"                      | Billy Blanco                                                    |         |  |
| Duração total: | Duração total:                                                                     | Duração total:                                                  | 43:55   |  |